# 白水ひより
白水 ひより（しらみず ひより、2009年12月16日 - ）は、日本のファッションモデル、女優（元子役）。長崎県出身。

## 人物・来歴
アミューズ全県全員面接オーディション2017九州沖縄編審査員特別賞を受賞し、芸能界デビュー。2021年にはテレビドラマ「彼女はキレイだった」にヒロイン・佐藤愛の幼少期役を演じた。
2021年、新潮社のニコプチにて専属モデルとなる。
・2022年8月号にて初表紙。同時に沖縄ロケも行う。
・同年12月号、2023年2月号、6月号も表紙をし、計4回表紙を飾る
2023年、同じく新潮社の『ニコラ』に、星名ハルハ、星乃あんなと共にニコプチから進級する。
2024年ニコラ 10月号にて初表紙を飾る。

## 出演作品

### テレビドラマ
- パパがも一度恋をした 第2話（2020年2月8日、東海テレビ・フジテレビ系） - 山下トモ（幼少期） 役
- 彼女はキレイだった（2021年7月6日 - 9月14日、関西テレビ・フジテレビ系） - 佐藤愛（幼少期） 役

## 書籍
- ニコプチ（2022年2月号 - 2023年6月号、新潮社）
- ニコラ（2023年6月号 - 、新潮社）